# Маунтін-Пайн (Арканзас)
Маунтін-Пайн (англ. Mountain Pine) — місто (англ. city) в США, в окрузі Гарленд штату Арканзас. Населення — 585 осіб (2020).

## Географія
Маунтін-Пайн розташований на висоті 144 метра над рівнем моря за координатами 34°34′11″ пн. ш. 93°10′17″ зх. д. / 34.56972° пн. ш. 93.17139° зх. д. (34.569641, -93.171493).  За даними Бюро перепису населення США в 2010 році місто мало площу 4,56 км², з яких 4,53 км² — суходіл та 0,03 км² — водойми.

## Демографія
Згідно з переписом 2010 року, у місті мешкало 770 осіб у 315 домогосподарствах у складі 194 родин. Густота населення становила 169 осіб/км².  Було 362 помешкання (79/км²). 
Расовий склад населення:
| - 74,2 % — білих - 20,4 % — чорних або афроамериканців - 1,2 % — корінних американців - 0,5 % — азіатів - 1,4 % — осіб інших рас |

До двох чи більше рас належало 2,3 %. Іспаномовні складали 3,2 % від усіх жителів.
За віковим діапазоном населення розподілялося таким чином: 25,6 % — особи молодші 18 років, 59,3 % — особи у віці 18—64 років, 15,1 % — особи у віці 65 років та старші. Медіана віку мешканця становила 38,6 року. На 100 осіб жіночої статі у місті припадало 96,4 чоловіків;  на 100 жінок у віці від 18 років та старших — 94,2 чоловіків також старших 18 років.
Середній дохід на одне домашнє господарство  становив 39 728 доларів США (медіана — 31 333), а середній дохід на одну сім'ю — 46 687 доларів (медіана — 39 000). За межею бідності перебувало 25,0 % осіб, у тому числі 23,9 % дітей у віці до 18 років та 19,6 % осіб у віці 65 років та старших.
Цивільне працевлаштоване населення становило 327 осіб. Основні галузі зайнятості: роздрібна торгівля — 20,2 %, виробництво — 20,2 %, освіта, охорона здоров'я та соціальна допомога — 19,6 %.
За даними перепису населення 2000 року в Маунтін-Пайні проживало 772 особи, 221 сім'я, налічувалося 308 домашніх господарств і 353 житлових будинки. Середня густота населення становила близько 171,6 людини на один квадратний кілометр. Расовий склад Маунтін-Пайна за даними перепису розподілився таким чином: 71,37 % білих, 23,45 % — чорних або афроамериканців, 1,94 % — корінних американців, 0,65 % — азіатів, 2,33 % — представників змішаних рас, 0,26 % — інших народів. Іспаномовні склали 0,39 % від усіх жителів міста.
З 308 домашніх господарств в 33,4 % — виховували дітей віком до 18 років, 44,5 % представляли собою подружні пари, які спільно проживали, в 20,1 % сімей жінки проживали без чоловіків, 28,2 % не мали сімей. 26,9 % від загального числа сімей на момент перепису жили самостійно, при цьому 11,7 % склали самотні літні люди у віці 65 років та старше. Середній розмір домашнього господарства склав 2,51 особи, а середній розмір родини — 2,99 особи.
Населення міста за віковим діапазоном за даними перепису 2000 року розподілилося таким чином: 28,9 % — жителі молодше 18 років, 9,2 % — між 18 і 24 роками, 27,1 % — від 25 до 44 років, 21,9 % — від 45 до 64 років і 13,0 % — у віці 65 років та старше. Середній вік мешканця склав 34 роки. На кожні 100 жінок в Маунтін-Пайні припадало 91,6 чоловіків, у віці від 18 років та старше — 87,4 чоловіків також старше 18 років.
Середній дохід на одне домашнє господарство в місті склав 20 804 долара США, а середній дохід на одну сім'ю — 22 344 долара. При цьому чоловіки мали середній дохід в 22 206 доларів США на рік проти 16 058 доларів середньорічного доходу у жінок. 39,8 % від усього числа сімей в окрузі і від усієї чисельності населення перебувало на момент перепису населення за межею бідності.